# Brachytron longistigma
Brachytron longistigma – gatunek ważki z rodziny żagnicowatych (Aeshnidae). Zasiedla Chiny (prowincje Hebei i Jiangsu), Koreę Północną, Koreę Południową, Japonię oraz Rosyjski Daleki Wschód.